# Centre de Recerca Glenn
El Centre de Recerca John H. Glenn de la NASA a Lewis Field és un centre de la NASA a les ciutats de Brook Park i Cleveland entre l'aeroport internacional de Cleveland Hopkins i la reserva de Rocky River de Cleveland Metroparks, amb una instal·lació subsidiària a Sandusky, Ohio. El seu director és James A. Kenyon. Glenn Research Center és una de les deu principals instal·lacions de la NASA, la missió principal de la qual és desenvolupar la ciència i la tecnologia per al seu ús en l'aeronàutica i l'espai. A Maig 2012, va donar feina a uns 1.650 funcionaris i 1.850 contractistes de suport al seu lloc o prop.
El 2010, l'antic Centre de Visitants de la NASA es va traslladar al Great Lakes Science Center a la zona del port de la costa nord del centre de Cleveland.

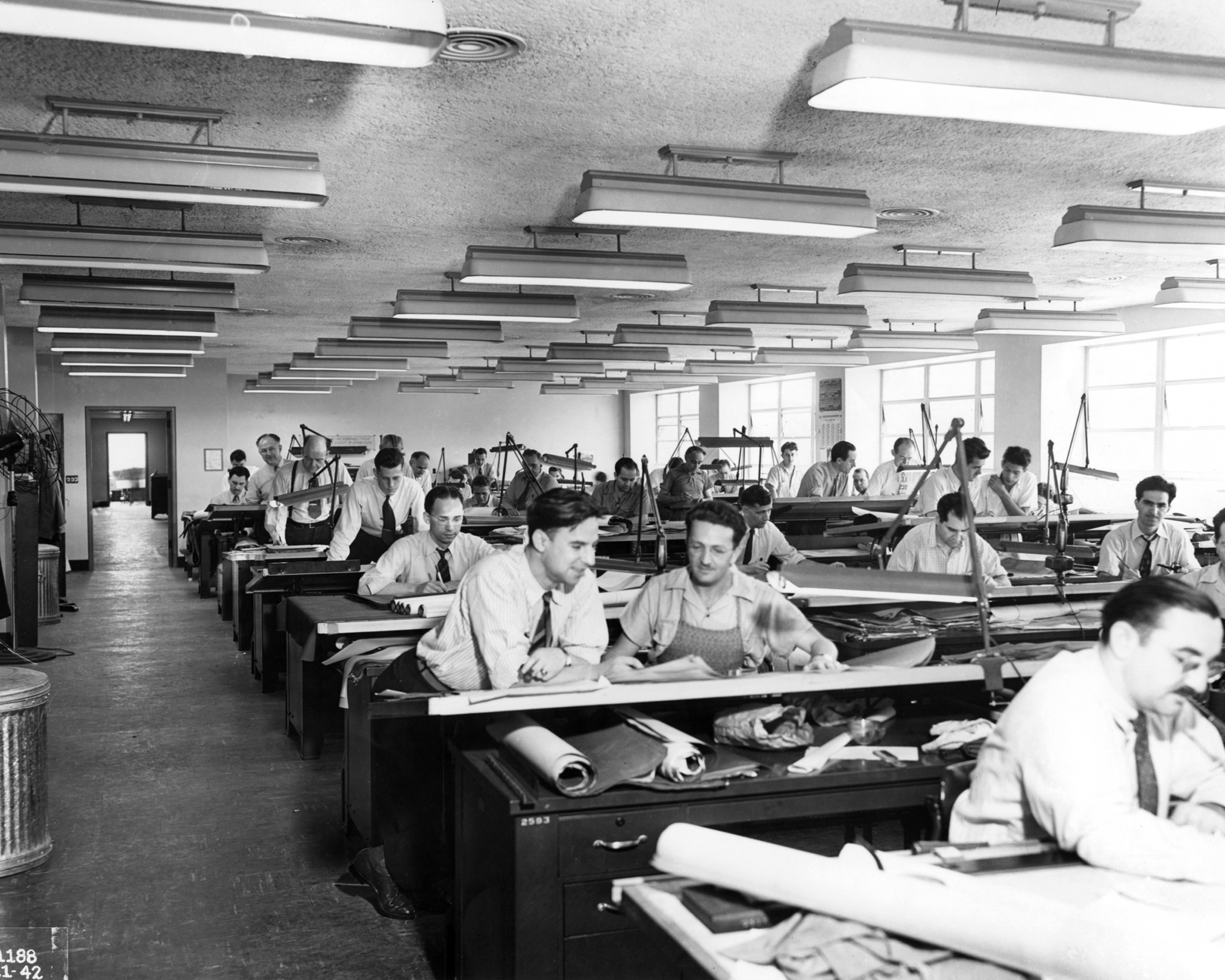
La sala de dibuix del Laboratori d'Investigació de Motors d'Aeronau l'any 1942.

## Història
La instal·lació es va establir l'any 1942 com a part del National Advisory Committee for Aeronautics (NACA) i més tard es va incorporar a la National Aeronautics and Space Administration com a laboratori d'investigació de motors d'avions.
Va ser nomenat per primera vegada Laboratori d'Investigació de Motors d'Aeronau després que el finançament es va aprovar el juny de 1940. Va ser rebatejat com a Flight Propulsion Research Laboratory el 1947, el Lewis Flight Propulsion Laboratory (LFPL ) el 1948 (després de George W. Lewis, el cap de NACA de 1919 a 1947), i el Centre de Recerca Lewis de la NASA el 1958.
L'1 de març de 1999, el centre va ser rebatejat oficialment com a Centre de Recerca John H. Glenn de la NASA a Lewis Field, en honor a John Glenn, que era pilot de caça, astronauta (el primer nord-americà que va orbitar la Terra) i polític.
Ja el 1951, els investigadors de la LFPL estaven estudiant els processos de combustió en motors de coets líquids.

### Instal·lació de proves de Neil A. Armstrong

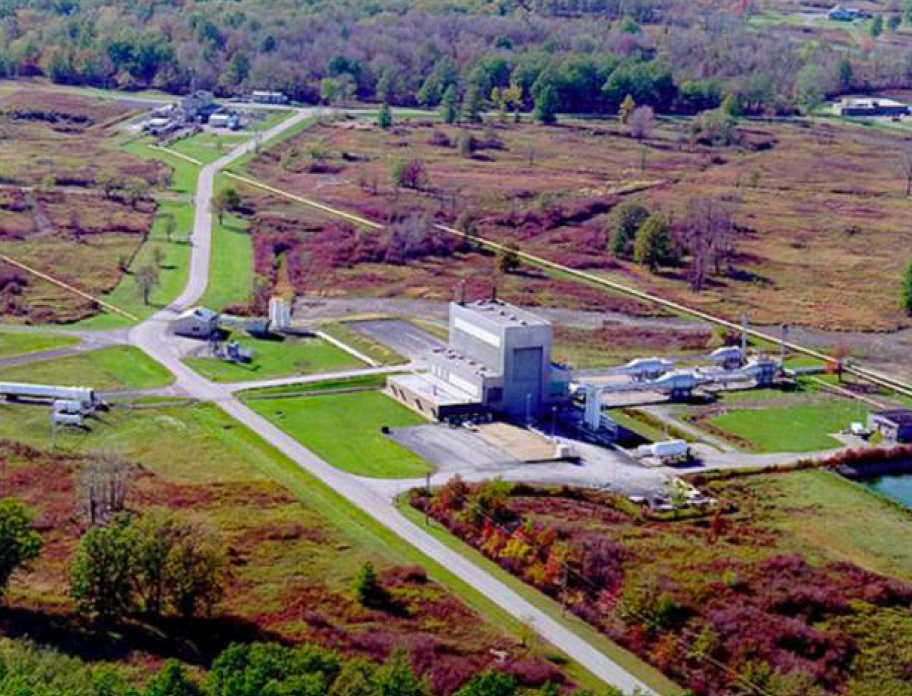
Instal·lació de propulsió de naus espacials GRC Armstrong (B-2)

Les 6,400-acre (2,600 ha) Centre d'investigació John H. Glenn de la NASA a la instal·lació de proves Neil A. Armstrong o simplement la instal·lació de proves Neil A. Armstrong, anteriorment el Centre de recerca John H. Glenn de la NASA a l'estació de Plum Brook o simplement l'estació de Plum Brook, al sud del comtat d'Erie, Ohio, prop de Sandusky, també forma part de Glenn.

## Evolucions significatives

### Ciència i tecnologia aeronàutica
La NASA Glenn fa recerca i desenvolupament tecnològic important sobre motors de reacció, produint dissenys que redueixen el consum d'energia, la contaminació i el soroll. Els galons que va inventar per reduir el soroll apareixen avui en molts motors de reacció comercials, inclòs el Boeing 787 Dreamliner.

### Ciència i tecnologia espacials
El Centre de Recerca Glenn, juntament amb els seus socis de la indústria, tenen el crèdit següent:
- El motor del coet d'hidrogen líquid, que Wernher von Braun va acreditar com la tecnologia crítica que va conduir als aterratges de l'Apol·lo a la Lluna.
- El coet de l'etapa superior Centaur.
- El propulsor d'ions en graella, que és un motor d'alta eficiència per als vols espacials. Es va utilitzar un motor iònic derivat de Glenn a l'exitosa sonda Deep Space 1 de la NASA.
- El sistema d'energia elèctrica per a la llibertat de l'estació espacial, que, excepte modificacions menors, s'utilitza a l'Estació espacial internacional.